# Batalla de Black River
La Batalla de Black River fue una serie de conflictos entre abril y agosto de 1782 durante la Guerra de Independencia de Estados Unidos. La lucha fue por el control del Black River, o Río Tinto en la región de Mosquitia, actual Honduras.
Las fuerzas españolas expulsaron a una pequeña guarnición anglo-moskitiana y a la mayoría de los colonos en abril de 1782. Los moskitianos y británicos respondieron en agosto, reagrupando a los colonos y reforzándolos con tropas de Jamaica. Recuperaron con éxito el asentamiento de las fuerzas españolas agotadas por la enfermedad.

## Antecedentes
Matías de Gálvez, Capitán General de la Guatemala española, recibió la orden por el rey Carlos para "desalojar a los ingleses de sus asentamientos ocultos en el Golfo de Honduras". En 1782 se embarcó en una serie de acciones para acabar con los asentamientos británicos que tenían derechos de tala establecidos desde hace mucho tiempo en la costa sur de la Península de Yucatán (actual Belice), y también asentamientos en Mosquitia.
En marzo de 1782, más de 800 tropas españolas dirigidas por Gálvez habían capturado Roatán derrotando a la guarnición británica, que entonces contaba con solo ochenta hombres. Con refuerzos de otros 600 hombres, pasó a capturar el asentamiento de Black River el mes siguiente, que fue defendido por menos de veinte hombres. James Lawrie, un mayor del 49º Regimiento de Infantería que comandaba la pequeña fuerza británica, resistió lo mejor que pudo, pero abandonó las fortificaciones y huyó con sus hombres a través de la jungla hasta el cabo Gracias a Dios.
El gobernador británico de Jamaica, el general Sir Archibald Campbell, estaba preocupado por un ataque franco-español planeado en su isla y no pudo enviar ayuda de inmediato. Sin embargo, la invasión de Jamaica fue cancelada después de la decisiva victoria británica en la batalla de los santos, donde el almirante Rodney derrotó a la flota francesa antes de que se uniera a la española. Ante el dominio de la armada británica, el gobernador Campbell le dio permiso a Edward Marcus Despard para retomar los asentamientos de Black River después de enterarse de que Lawrie tenía una fuerza esperando para contraatacar.

## Batalla
Lawrie pudo reagrupar una fuerza de alrededor de 800 moskitianos en la zona del cabo Gracias a Dios. Estos hombres acosaron a los españoles en una guerra de guerrilla. Despard, procedente de Jamaica, desembarcó en Cabo Gracias a Dios y llegó a la desembocadura del río Plátano con hombres de la compañía de lealistas norteamericanos; estos finalmente se encontraron con Lawrie y su fuerza. Combinado con la fuerza de apoyo que ahora consistía en 80 estadounidenses leales, 500 colonos y 600 moskitianos, un total de 1,200 hombres. Además contaban con el apoyo de un escuadrón de la Armada Real.
Mientras tanto, la guarnición española en Black River se había visto reducida por las enfermedades desde su captura a principios de abril. En Quipriva, donde se encontraba Fort Dalling, un pequeño contingente español de 75 soldados fue sorprendido y todos menos uno fueron asesinados o hechos prisioneros; un sobreviviente llamado Manuel Rivas escapó para advertir a los otros soldados.
Finalmente, el 22 de agosto, Despard derrotó a los 140 soldados españoles restantes, que se rindieron después de una corta pelea. Un día después de la rendición, un pequeño escuadrón de barcos británicos cerca de la costa capturó una polacra española de Trujillo de 16 cañones que llevaban refuerzos de 100 soldados y provisiones para los españoles. Lo que quedaba de la fuerza española de la expedición de abril de Gálvez se rindió a fines de agosto. Don Tomás Julia propuso artículos de capitulación a Despard, quien aceptó.

## Consecuencias
Lawrie y Despard habían recuperado así el control de Black River, tomando como prisioneros a más de 27 oficiales españoles y 715 soldados. También se capturaron tres banderas (que se presentaron al rey Jorge III en noviembre) y 33 cañones. A la mayoría de los prisioneros en los acuerdos de los términos de rendición se les dijo que no volvieran a luchar bajo las armas hasta el final de la guerra y fueron enviados de inmediato a Omoa. Lawrie y Despard, sin embargo, decidieron quedarse y defender el territorio por temor a un contraataque español.
Juan de Cagigal, gobernador de La Habana, se había enterado de la derrota y había caído en desgracia con Gálvez y estaba a punto de destituirlo por completo del mando. Aunque Gálvez solicitó refuerzos, pero ninguno venía del gobernador. Sin embargo, esta vez los españoles con sus aliados franceses estaban a la defensiva; su estrategia cambió algo después de la Batalla de los Saintes; La paranoia se apoderó del mando español y se propuso defender La Habana y San Juan, Puerto Rico, que tuvo prioridad sobre cualquier operación ofensiva. También se suspendieron otras operaciones militares de los aliados borbones en las Américas debido a la concentración de operaciones militares en Europa (particularmente en Gibraltar), y se estaban llevando a cabo conversaciones de paz en Europa. Las fuerzas británicas pudieron aprovechar esta inacción recapturando las Bahamas en 1783. Lawrie y Despard mantuvieron los asentamientos británicos en Mosquitia hasta el final de la guerra. El Tratado de Paris (1783), exigía la retirada británica de la zona. La Convención de Londres de 1786, estableció los términos de la entrega del asentamiento a Mosquitia.
Despard por sus esfuerzos fue recompensado con el honor de Superintendente de la Bahía de Honduras, y durante varios años gobernó el territorio que se convirtió en Belice.